# 佩德罗·卡尔德隆·德·拉·巴尔卡
佩德罗·卡尔德龙·德拉巴尔卡（西班牙語：Pedro Calderón de la Barca，1600年1月17日—1681年5月25日），西班牙军事家、作家、诗人、戏剧家，西班牙文学黄金时期的重要人物。代表作品为剧作《人生如梦》。